# ریکا کیریشیتا
ریکا کیریشیتا (انگلیسی: Reika Kirishima؛ زادهٔ ۵ اوت ۱۹۷۲) بازیگر اهل ژاپن است. وی از سال ۱۹۹۷ میلادی تاکنون مشغول فعالیت بوده‌است.
از فیلم‌های سینمایی یا برنامه‌های تلویزیونی که وی در آن نقش داشته‌است می‌توان به جنگل نروژی و ماشینم را بران اشاره کرد.